# سوپر جام اروپا ۱۹۸۴
فینال سوپر جام اروپا ۱۹۸۴، رقابت پایانی سوپر جام اروپا است که مابین دو تیم باشگاه فوتبال یوونتوس و باشگاه فوتبال لیورپول در ورزشگاه المپیک تورین، تورین برگزار شده‌است.
این مسابقه که در تاریخ ۱۶ ژانویه ۱۹۸۵ انجام شده‌است با نتیجه ۲ بر ۰ به سود باشگاه فوتبال یوونتوس به پایان رسید.